# منصف زاوية زوجية
منصف زاوية زوجية Θ هو المستوى γ الذي يمثل المحل الهندسي لكل النقاط التي لها نفس البعد عن المستوين α β المكونين Θ. وبهذا كلُ نقطة تنتمي إلى γ هي مركز لكرة متماسة المستويين α β.
لايجاد منصف الزاوية γ بين مستوين α β، من الضروري تحديد خطين c و s بحيث ينتميان إلى γ، حيث c هو أي خط منصف زاوية مقطع قائم للمستوين α β, اما s فهو الخط المشترك لنفس المستويين α β.
المقطع القائم لزاوية الزوجية Θ، يتم الحصول عليه عن طريق قطع المستويين α β بمستوى ثالث عمودي على خط تقاطعهما.

## مثال

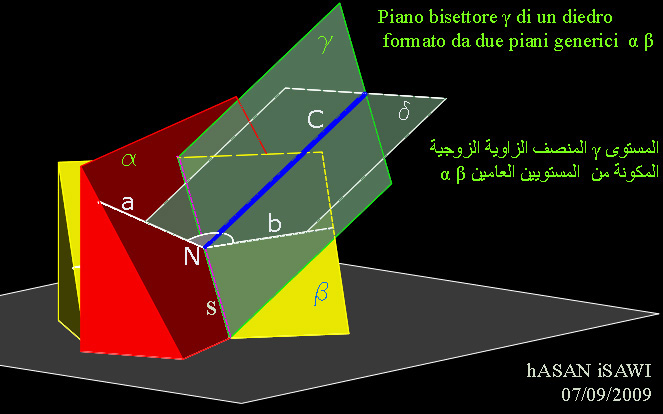
منصف زاوية الزوجية بين مستويين في وضع عام (رسم 1)

ليكن لدينا مستويين الفا وبيتا في وضع عام (رسم 1). وأردنا ايجاد المستوى المنصف لواحدة من الزوايا المتشكلة بينهما، مثلا Θ.
الحل يتضمن في العمليات الهندسية التالية:
- نجد خط التقاطع s بين المستويين المعلومين α وβ
- نختار نقطة N تنتمي إلى s ومنها نمرر مستوى ثالث δ بحيث يكون عمودي على نفس خط التقاطع s.
- نجد خطي التقاطع a b بين δ و α وβ
- نجد الخط المنصف C للزاوية بين الخطين a b
- وأخيراً يتم تحديد المستوى المنصف γ المطلوب بواسطة الخطين  c و s

## طالع ايضا
- منصف زاوية صلبة

ْ